# Piero Poli
Piero Poli (Cairo Montenotte, 9 oktober 1960) is een voormalig roeier uit Italië. Hij nam namens zijn vaderland tweemaal deel aan de Olympische Spelen (1984 en 1988) en won bij die laatste gelegenheid de gouden medaille in de mannen dubbelvier, samen met Gianluca Farina, Davide Tizzano en Agostino Abbagnale.

## Resultaten
- Wereldkampioenschappen roeien 1981 in München 6e in de dubbel-vier
- Wereldkampioenschappen roeien 1982 in Luzern 5e in de dubbel-vier
- Wereldkampioenschappen roeien 1983 in Duisburg  in de dubbel-vier
- Olympische Zomerspelen 1984 in Los Angeles 4e in de dubbel-vier
- Wereldkampioenschappen roeien 1985 in Hazewinkel 5e in de dubbel-vier
- Wereldkampioenschappen roeien 1986 in Nottingham 6e in de dubbel-vier
- Wereldkampioenschappen roeien 1987 in Kopenhagen 11de in de dubbel-vier
- Olympische Zomerspelen 1988 in Seoel  in de dubbel-vier

1976: Wolfgang Güldenpfennig & Rüdiger Reiche & Karl-Heinz Bußert & Michael Wolfgramm ·
1980: Frank Dundr & Carsten Bunk & Uwe Heppner & Martin Winter ·
1984: Albert Hedderich & Raimund Hörmann & Dieter Wiedenmann & Michael Dürsch ·
1988: Agostino Abbagnale & Davide Tizzano & Gianluca Farina & Piero Poli ·
1992: André Willms & Hajek & Steinbach & Stephan Volkert] ·
1996: André Steiner & Stephan Volkert & Andreas Hajek & André Willms ·
2000: Agostino Abbagnale & Alessio Sartori & Rossano Galtarossa & Simone Raineri ·
2004: Nikolai Spinev & Igor Kravtsov & Aleksei Svirin & Sergej Fedorovstev ·
2008: Michał Jeliński & Marek Kolbowicz & Adam Korol & Konrad Wasielewski ·
2012: Karl Schulze & Philipp Wende & Lauritz Schoof & Tim Grohmann ·
2016: Karl Schulze & Philipp Wende & Lauritz Schoof & Hans Gruhne ·
2020: Dirk Uittenbogaard & Abe Wiersma & Tone Wieten & Koen Metsemakers ·
2024: Koen Metsemakers & Tone Wieten & Finn Florijn & Lennart van Lierop